# 미하엘 콜하스

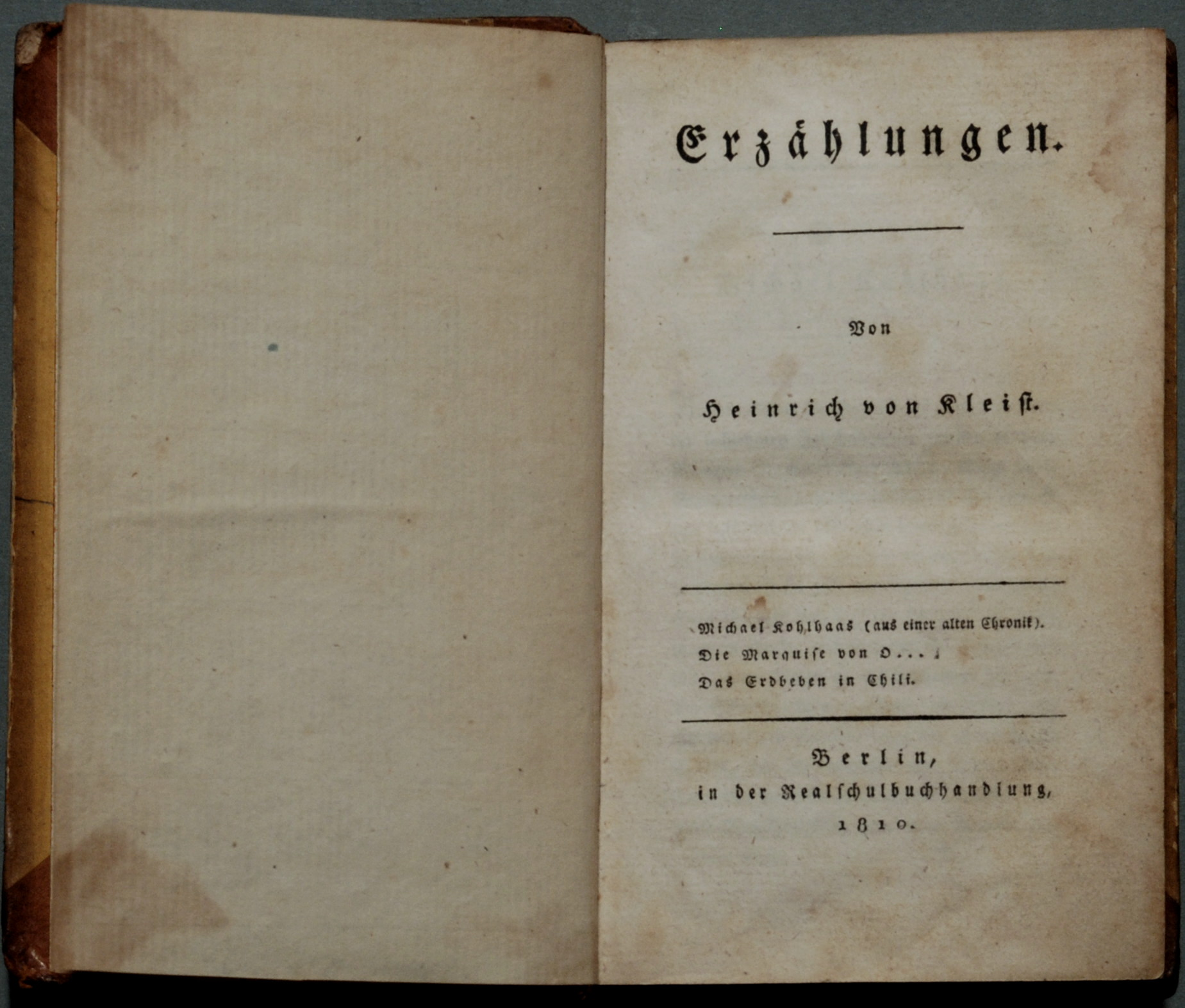

미하엘 콜하스(독일어: Michael Kohlhaas)는 하인리히 폰 클라이스트의 중편 소설이다.